# Adua
Adua (también escrito Adwa, Adowa o Aduwa) es una pequeña ciudad del norte de Etiopía. Es más conocida por ser la comunidad más cercana al lugar de la decisiva batalla de Adua, en la cual los etíopes derrotaron a los italianos en 1896. Ubicada en la Zona Central (Mehakelegnaw), en la región de Tigray, tiene una longitud y latitud de 14° 10′N, 38° 54′E, y una elevación de 1.907 metros.
De acuerdo a las cifras de la Agencia Central de Estadística, en 2007, Adua contaba con una población total estimada de 42.672, de los cuales 20.774 eran hombres y 21.898 mujeres. Según el censo de 1994, la ciudad tenía una población de 24.519 habitantes. Es la ciudad más grande del Distrito de Adua.

## Personajes ilustres
- Sebhat Guebre-Egziabher, escritor (1935 - 2012)